# Моноид
У апстрактној алгебри, грани математике, моноид је алгебарска структура са јединственом, асоцијативном бинарном операцијом и неутралом.

## Дефиниција
Моноид је скуп {\displaystyle M} са бинарном операцијом {\displaystyle *:M\times M\rightarrow M}, за који важе следеће аксиоме:
- Асоцијативност: за свако {\displaystyle a,b,c} из {\displaystyle M}, {\displaystyle (a*b)*c=a*(b*c)}
- Неутрал: постоји елемент {\displaystyle e} из {\displaystyle M}, такав да за свако a из {\displaystyle M}, {\displaystyle a*e=e*a=a}.

Често се наводи и додатна аксиома
- Затвореност: за свако {\displaystyle a,b} из {\displaystyle M}, {\displaystyle a*b} је у {\displaystyle M}

мада, стриктно говорећи, ова аксиома није неопходна, јер је имплицирана појмом бинарне операције.
Алтернативно, моноид је полугрупа са неутралом.
Моноид задовољава све аксиоме групе уз изузетак да нема инверзе. Моноид са инверзима је група.
Моноид чија операција је комутативна се назива комутативним моноидом (или, реће Абеловим моноидом).